# Miguel Ángel Alonso
Miguel Ángel 'Periko' Alonso Oyarbide  (Tolosa, 1953. február 1. –) spanyol labdarúgó, edző.

## Pályafutása

### Klubcsapatban
Tolosában született, Baszkföldön. 1974 és 1982 között a Real Sociedadban játszott, melynek tagjaként 1981-ben és 1982-ben bajnoki címet szerzett. 1982-ben a Barcelonához igazolt, ahol első idénye végén kupát, ligakupát és szuperkupát nyert újdonsült csapatával, majd az 1984–85-ös szezonban a bajnoki címet is sikerült elhódítaniuk. Pályafutása végén 1985 és 1988 között a Sabadell FC játékosa volt. 

### A válogatottban
1980 és 1982 között 20 alkalommal szerepelt a spanyol válogatottban és 1 gólt szerzett. Egy Magyarország elleni barátságos mérkőzésen mutatkozott be 1980. szeptember 24-én, melyen 2–2-es döntetlen született. Részt vett az 1982-es világbajnokságon.

#### Gólja a válogatottban
| #  | Dátum              | Helyszín            | Ellenfél      | Eredmény | Végeredmény | Sorozat    |
| -- | ------------------ | ------------------- | ------------- | -------- | ----------- | ---------- |
| 1. | 1981. november 18. | Łódź, Lengyelország | Lengyelország | 2–3      | 2–3         | Barátságos |

### Edzőként
Játékos-pályafutása végeztével edzősködni kezdett, és többnyire baszk csapatoknál dolgozott. Az 1988–89-es idényben a Tolosa vezetőedzője volt, majd 1989 és 1992 között a Real Sociedad második számú csapatát a San Sebastiánt edzette. 1993 és 1995 között a Beasain, 1995 és 1998 között az SD Eibar és 1998 és 2000 között a Hércules csapatát irányította. 2000-ben a Real Sociead élére is kinevezték.

## Magánélete
Két fia: Mikel és Xabi szintén profi labdarúgók. Mindketten a Real Sociedadban kezdték a pályafutásukat, de Xabi sikeresebb pályát futott be. Játszott többek között a Liverpoolban, a Real Madridban és a Bayern Münchenben, emellett 114 alkalommal szerepelt a spanyol válogatottban.

## Sikerei, díjai
Real Sociedad
- Spanyol bajnok (2): 1980–81, 1981–82

FC Barcelona
- Spanyol bajnok (1): 1984–85
- Spanyol kupa (1):  1982–83
- Spanyol ligakupa (1): 1982–83,
- Spanyol szuperkupa (1): 1983,

## Külső hivatkozások
- Miguel Ángel Alonso adatlapja a National-Football-Teams.com oldalon (angolul)

- Miguel Ángel Alonso (angol nyelven). FootballDatabase.eu
- Miguel Ángel Alonso (német nyelven). kicker.de
- Miguel Ángel Alonso (játékos profil) (angol, katalán, spanyol nyelven). BDFutbol.com
- Miguel Ángel Alonso (edzői profil) (angol, katalán, spanyol nyelven). BDFutbol.com
- Miguel Ángel Alonso (angol nyelven). eu-football.info
- Miguel Ángel Alonso adatlapja a worldfootball.net oldalon (angolul)